# Gabrielina Huť
Gabrielina Huť (německy Gabrielahütten, lidově Gabrielka) je zaniklá vesnice v okrese Chomutov v Ústeckém kraji. Stála v Krušných horách v nadmořské výšce okolo 590 metrů v údolí Telčského potoka. Nacházela se necelé čtyři kilometry severovýchodně od Kalku. Dějiny Gabreliny Huti jsou spojené zejména se zpracováním železné rudy. Vesnice zanikla v důsledku vysídlení po druhé světové válce.

## Název
Název vesnice vznikl spojením slov huť (železárna) a křestního jména dcery hraběte Jindřicha z Rottenhanu, který železárnu založil. V historických pramenech se jméno vyskytuje ve tvarech Gabriela Hütten (1787), Gabrielahütten (1846) nebo Gabrielčina huť (1854).

## Historie
V letech 1778–1780 vybudoval hrabě Jindřich Rottenhan, majitel Červeného hrádku, v údolí Telčského potoka železárnu. Před ní v údolí stálo jen několik domků lesních dělníků a uhlířů. Na počest své dcery Gabriely ji nazval Gabrielinou Hutí a tento název přenesl i na vesnici, která u podniku začala vznikat v roce 1779.

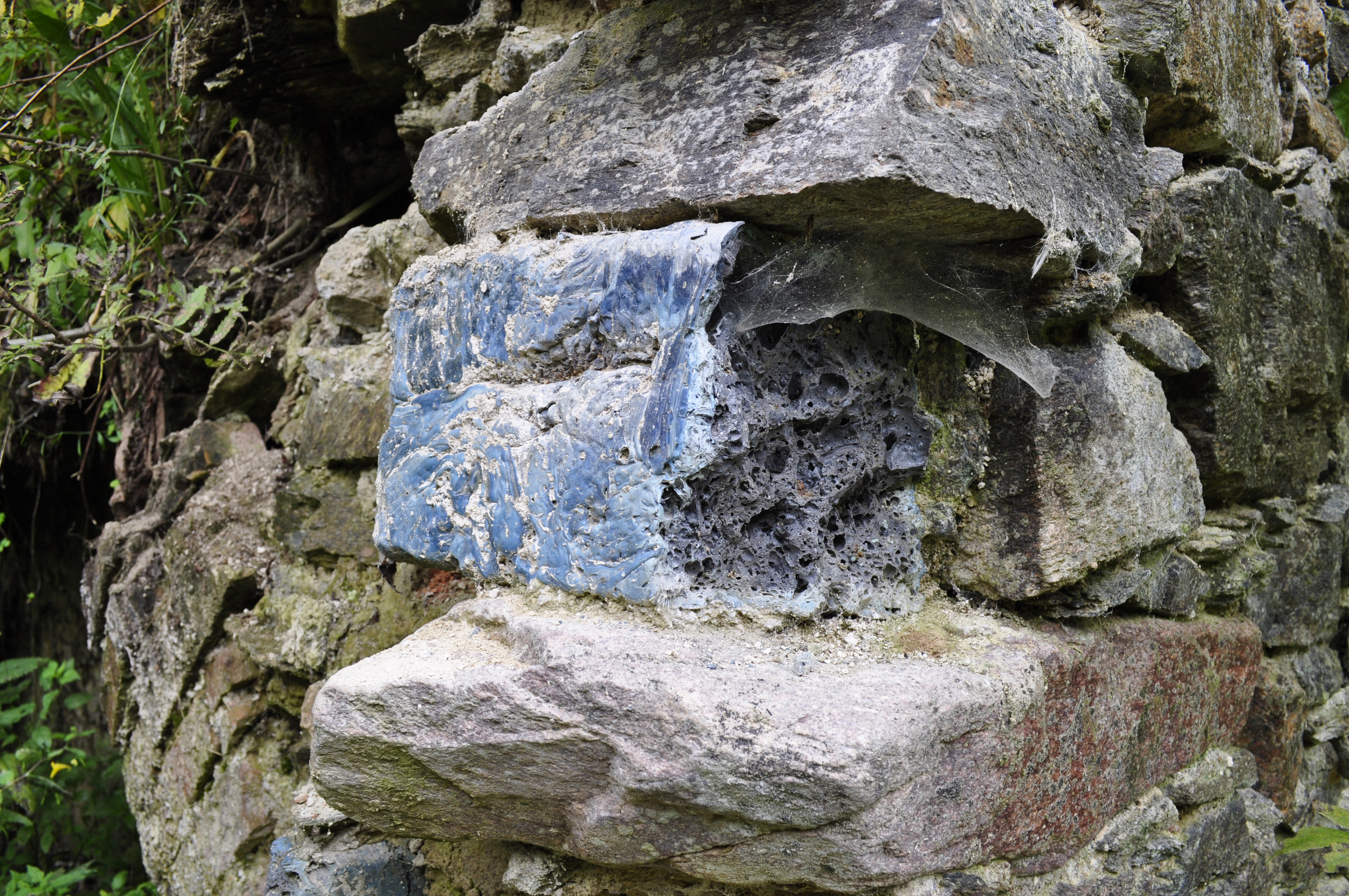
Detail struskové cihly ve zřícenině domu

Poměrně dlouho zde fungoval jen jeden hamr na zpracovávání železa, který byl pobočkou železáren v Kalku. Výroba se začala rozšiřovat, zvláště když se majitelkou po smrti otce stala Gabriela, provdaná za hraběte Jiřího Buquoye. Postupně zde vznikla vysoká pec, drtírna rudy, tři tyčové hamry a plechařský hamr. Na počátku 19. století byly všechny zdejší hamry přeměněny na plechařské. Roku 1835 byla zřízena také válcovna plechů a výroba byla velmi úspěšná. Pobočka v Kalku byla roku 1842 rozšířena ještě o cínovnu na výrobu leštěných anglických plechů.
V roce 1859 patřily k huti tři hamry se třemi nadhazovacími kladivy a třemi vodními koly, válcovna plechů se třemi žhavicími výhněmi na dřevo a hnědé uhlí a dvěma nůžkami, válcovna na leštění plechu, pudlovací pec a válcovna tyčí. K pohonu sloužil parní stroj s výkonem 36 koňských sil a pětice vodních kol o celkovém výkonu 65 koňských sil. Roku 1857 byl již zaveden parní buchar a k vytápění pecí sloužil Siemensův generátor. Po polovině devatenáctého století železárny vyráběly až 1538 tun surového železa a litinového zboží a ve válcovně se vyrobilo přes dvanáct tisíc metrů litinových rour.

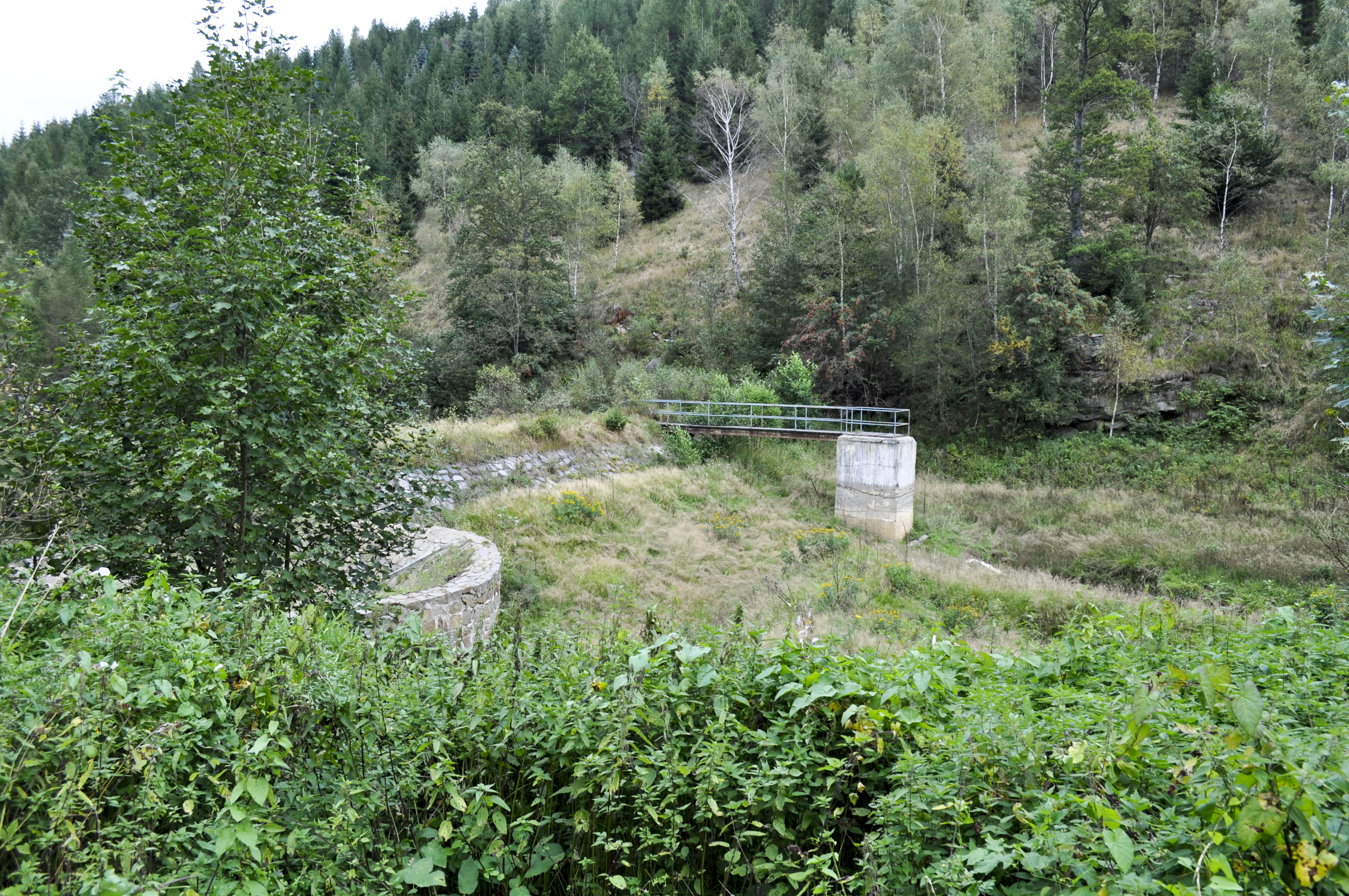
Vodní nádrž na Telčském potoce

Gabrielina Huť neměla kostel ani hřbitov, pouze od roku 1838 jednotřídní školu, jejíž provoz hradila z větší části vrchnost a později až do roku 1874 majitelé železáren. Osada patřila ke kalecké farnosti a v Kalku bývala i pošta. Dopravní spojení umožňovala silnice z Kalku do Brandova, tzv. Thunská silnice do Malého Háje a saská silnice do Rübenau. Gabrielina Huť nikdy nebyla samostatnou obcí a po zrušení patrimoniální správy patřila až do svého zániku ke Kalku.
Dřevo pro hutě se do osady plavilo po Telčském potoce. Roku 1858 nechal hraběcí lesní úřad instalovat stroj na výrobu šindelů poháněný vodním kolem. Konkurence nových železáren nakonec přivodila konce zdejší železárny, která měla nejen špatné dopravní cesty, a navíc se v ní zpracovávaly nekvalitní suroviny. V roce 1871 prodala hraběnka Trauttmannsdorfová, poté co roku 1867 ukončila zdejší výrobu, železárnu Krušnohorské železářské a ocelářské společnosti v Chomutově. Ani ta však neuspěla a provoz byl zastaven v roce 1874. Poté se noví majitelé šest let marně pokoušeli provoz obnovit a výroba roku 1882 definitivně skončila. Ve stejné době, kdy hraběnka Trauttmannsdorfová prodávala železárnu, se v okolí vsi těžila rašelina, která se používala k vytápění.
V roce 1890 zde byla místo hutě zřízena Karlem Engelhartem z Rübenau továrna na dřevitou lepenku. Byla poháněna vodní turbínou. Byla zde také dílna Františka Siegeta na výrobu dřevěných pažeb k dětským puškám. Tehdy ve vsi stály dva hostince, jejichž majitelé měli i řeznictví a jeden kramář provozoval obchod. V té době byla Gabrielina Huť oblíbeným místem letních bytů. Celá vesnice však byla závislá na průmyslu, a když zanikl, lidé odsud odcházeli.
Po druhé světové válce museli odejít němečtí obyvatelé. Vesnice se vylidnila a nebyla dosídlena. Úředně byla zrušena v roce 1955. Z původních domů se zachovaly jen zbytky základů, terénní nerovnosti a několik doposud stojících zbytků zdí postavených z cihel a z modré strusky. Zaniklou vesnici připomíná obnovená vodní nádrž s kamennou hrází na Telčském potoce.

## Přírodní poměry

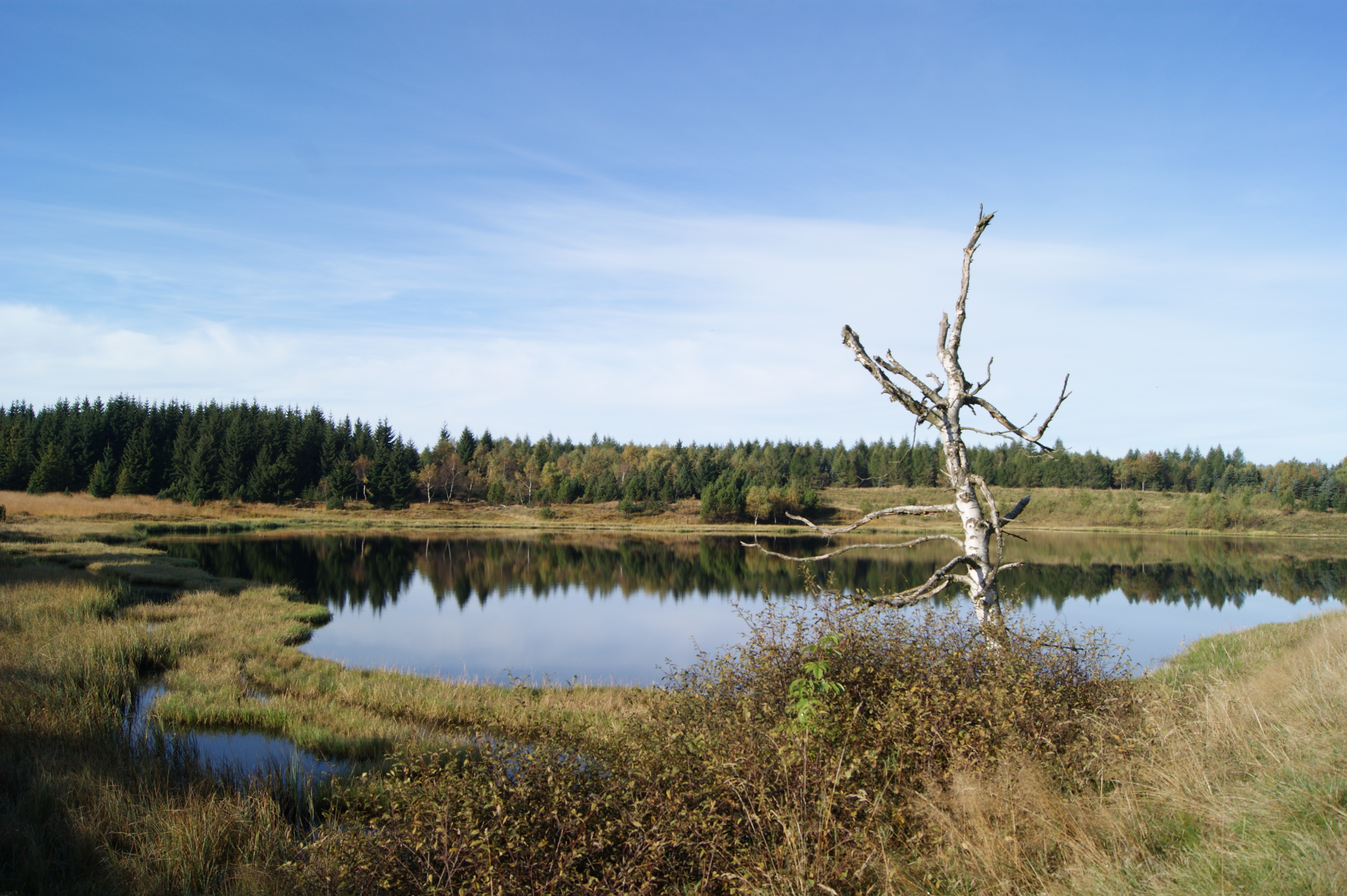
Volárenský rybník

Gabrielina Huť stávala v severní části stejnojmenného katastrálního území s rozlohou 1 193 hektarů, asi čtyři kilometry severovýchodně od Kalku v nadmořské výšce 590 metrů. Oblast se nachází v Krušných horách, konkrétně v jejich okrsku Rudolická hornatina, tvořeném především starohorními až prvohorními ortorulami. Z půdních typů se zde na svahovinách rul vyvinul podzol kambický, ale v místech zejména jižně od Volárenského rybníka se vyskytuje rašelina. Vesnicí protékal Telčský potok, který se na jejím bývalém severním okraji vlévá do Načetínského potoka. Levá strana údolí Telčského potoka je chráněna jako přírodní rezervace Buky a javory v Gabrielce.
V Quittově klasifikaci podnebí se celé katastrální území nachází v chladné oblasti CH6, pro kterou jsou typické průměrné teploty −4 až −5 °C v lednu a 14–15 °C v červenci. Roční úhrn srážek dosahuje 1000–1200 milimetrů, počet letních dnů je 10–30, počet mrazových dnů se pohybuje mezi 140–160 a sněhová pokrývka zde leží 120–140 dnů v roce.

## Obyvatelstvo
Při sčítání lidu v roce 1921 zde žilo 141 obyvatel (z toho 68 mužů), z nichž byli dva Čechoslováci, 132 Němců a sedm cizinců. S výjimkou osmi evangelíků patřili k římskokatolické církvi. Podle sčítání lidu z roku 1930 měla vesnice 151 obyvatel: šest Čechoslováků, 137 Němců a osm cizinců. Kromě jednoho člověka bez vyznání a deseti evangelíků se hlásili k římskokatolické církvi.
|           | 1847 | 1869 | 1880 | 1890 | 1900 | 1910 | 1921 | 1930 | 1938 | 1950 |
| --------- | ---- | ---- | ---- | ---- | ---- | ---- | ---- | ---- | ---- | ---- |
| Obyvatelé | 275  | 217  | 194  | 166  | 184  | 176  | 141  | 151  | 122  | 0    |
| Domy      | 16   | 16   | 15   | 17   | 18   | 17   | 16   | 16   | 15   | 20   |

## Rodáci
- Friedrich Balling (1803–1859), rakouský chemik a ředitel hutí
- Karel Balling (1805–1868), český chemik, profesor chemie a v letech 1865–1866 též rektor Pražské polytechniky